# Pryska
Pryska, Pryscylla – imię żeńskie pochodzące od łacińskich imion Prisca, Priscilla (łac. priscus – „starodawny; surowy, poważny”). W Polsce rzadko spotykane, choć zapisano je już w XV wieku. Jego patronką jest św. Pryska, męczennica.
Pryska imieniny obchodzi 18 stycznia.

## Imienniczki
- św. Pryska – rzymska judeochrześcijanka, wraz z mężem Akwilą wzmiankowana w listach Pawła Apostoła, wspominana 8 lipca.
- św. Pryska -  według niepotwierdzonej historycznie tradycji, Pryska została ochrzczona w wieku 13 lat przez samego św. Piotra Apostoła, w czasie jego działalności misjonarskiej w Rzymie. Jej mężem był Manius Acilius Glabrio, męczennik za wiarę w czasie rządów cesarza Domicjana.
- św. Pryska – rzymska dziewica i męczennica z III wieku
- Pryska – rzymska cesarzowa, żona Dioklecjana.
- Priscilla Hon – australijska tenisistka.
- Priscilla Meirelles de Almeida – brazylijska Miss Earth 2004.
- Priscilla Presley – żona Elvisa Presleya.

W języku węgierskim używana jest forma Piroska, tak nazywa się Czerwony Kapturek. To imię nosiła początkowo Irena (Piroska).